# Cantonul Signy-l'Abbaye
Cantonul Signy-l'Abbaye este un canton din arondismentul Charleville-Mézières, departamentul Ardennes, regiunea Champagne-Ardenne, Franța.

## Comune
| Comune            | Populație (1999) | Cod poștal | Cod INSEE |
| ----------------- | ---------------- | ---------- | --------- |
| Barbaise          | 106              | 08430      | 08047     |
| Clavy-Warby       | 350              | 08460      | 08124     |
| Dommery           | 175              | 08460      | 08141     |
| Gruyères          | 51               | 08430      | 08201     |
| Jandun            | 235              | 08430      | 08236     |
| Lalobbe           | 206              | 08460      | 08243     |
| Launois-sur-Vence | 561              | 08430      | 08248     |
| Maranwez          | 59               | 08460      | 08272     |
| Neufmaison        | 61               | 08460      | 08315     |
| Raillicourt       | 179              | 08430      | 08352     |
| Signy-l'Abbaye    | 1 340            | 08460      | 08419     |
| Thin-le-Moutier   | 493              | 08460      | 08449     |